# C.E.T. (cartier în Constanța)
C.E.T. este un cartier din Constanța . Numele cartierului este dat de Complexul de Energie Termică aflat în acea zonă .

 Acest articol despre o localitate din județul Constanța este deocamdată un ciot. Puteți ajuta Wikipedia prin completarea lui.